# Jim Halsey (personage)
Jim Halsey (1968-2003) is een personage uit de The Hitcher-films.
Jim rijdt door de woestijn en pikt een lifter (John Ryder) op. Dit blijkt een gevaarlijke gek te zijn. Ten slotte weet Jim de lifter dood te schieten. Maar wel nadat de lifter een heleboel andere mensen vermoord heeft, onder andere Nash, Jims vriendin. Zeventien jaar later, in het vervolg, wordt Jim neergeschoten door weer een lifter.
In de remake uit 2007 komt Jim uit 1986. Hij sterft in 2007. Hij heeft verkering met Grace Andrews (1986). In deze film wordt Jim vermoord. Grace echter weet de lifter te vermoorden.